# Видимир
Видимир (Vidimir; † 473) е крал на остготите.

## Произход и управление
Той е младия син на остготския крал Вандалар, който е син на Винитар. Брат е на Валамир и Тиудимир.
След дълго прекъсване на кралския ред през 440 г. най-старият брат Валамир (Валдемар), когато вече може да държи оръжие, се качва на трона. Двамата по-млади братя, Тиудимир и Видимир, не носят кралското име докато Валамир е жив, но помагат на брат си (краля) да води царските работи с известна самостоятелност, като вероятно оглавяват свои земи и народности в името и по волята на техния най-стар брат. В това време остготите са все още под хунско робство и са длъжни да участват в походите на Атила против римляни и вестготи в Галия. Едва през 453 г., когато Атила умира, остготите успяват да се откъснат от разпадналото се Хунско царство.
Видимир получава земите в средата между братята си, в земите между Драва и Сава. Кралската титла носи все още само Валамир. Когато Валамир пада убит в битка против скирите, Тиудимир става крал на неговото място. Видимир остава подчинен.
През 472/473 остготите напускат Панония и се разделят на две части. Младият амал Видимир, тръгва с народа си към Италия, където има известни успехи и малко след това умира († 473). Под предводителството на сина му със същото име Видимир млади остготите са отблъснати в Галия и там се включват към толозанските вестготи. Смята се, че вероятно младият Видимир се издига в Западното царство до галски военачалник.